# AJ and the Queen
AJ and the Queen è una serie televisiva creata da RuPaul e Michael Patrick King pubblicata il 10 gennaio 2020 sulla piattaforma Netflix. 
Nel mese di marzo 2020 Netflix annuncia la cancellazione della serie, dopo una sola stagione.

## Trama
Ruby Red, una squattrinata drag queen truffata da quello che credeva essere il suo amante, si ritrova a dover fare una tournée negli Stati Uniti a bordo di un camper insieme ad AJ, una bambina scaltra e tutt'altro che sprovveduta.

## Personaggi e interpreti

### Personaggi principali
- Robert Lincoln "Ruby Red" Lee, interpretato da RuPaul. Squattrinata drag queen truffata dal suo amante che si ritrova a fare una tournée insieme ad AJ.
- Amber Jasmine "AJ" Douglas, interpretata da Izzy G.. Bambina con un rapporto complicato con la madre che si ritrova nel camper di Ruby Red con cui intraprenderà la tournée per arrivare in Texas.
- Louis "Coco Butter" Bell, interpretato da Michael-Leon Wooley. Amica drag queen di Ruby Red.
- Damien Sanchez, interpretato da Josh Segarra. Truffatore che ha rubato a Ruby Red 100.000 dollari fingendo amore nei suoi confronti. Si ritroverà ad inseguirlo per tutta l'America insieme a Lady Danger.
- Brianna Douglas, interpretata da Katerina Tannenbaum. Madre di AJ con problemi di tossicodipendenza che lavora come prostituta.
- Lady Danger, interpretata da Tia Carrere. Truffatrice che, insieme a Damien, dà la caccia a Ruby Red per tutta l'America.

### Personaggi ricorrenti
- Patrick Kennedy, interpretato da Matthew Wilkas. Poliziotto che aiuta Ruby Red.

### Guest stars
- Victoria Parker interpreta se stessa.
- Jinkx Monsoon interpreta Edee.
- Katya Zamolodchikova interpreta Magda.
- Mario Cantone interpreta Alma Joy.
- Marc Singer interpreta Bob.
- Adrienne Barbeau interpreta Helen.
- Michael Cyril Creighton interpreta Christian.
- Chad Michaels interpreta Brian Gerrity.
- Latrice Royale interpreta Fabergé Legs.
- Monique Heart interpreta Terri Tory.
- Ginger Minj interpreta Tommy.
- Trinity "The Tuck" Taylor interpreta Danielle Dupri.
- Jujubee interpreta Lee Saint Lee.
- Laura Bell Bundy interpreta Bernadette.
- Valentina interpreta se stessa.
- Mayhem Miller interpreta se stessa.
- Bianca Del Rio interpreta se stessa.
- Eureka O'Hara interpreta se stessa.
- Alexis Mateo interpreta se stessa.
- Manila Luzon interpreta se stessa.
- Vanessa Vanjie Mateo interpreta se stessa.
- Jaymes Mansfield interpreta se stessa.
- Mariah Balenciaga interpreta se stessa.
- Kennedy Davenport interpreta se stessa.
- Jade Jolie interpreta se stessa.
- Ongina interpreta se stessa.
- Pandora Boxx interpreta se stessa.

## Episodi
| Stagione       | Episodi | Pubblicazione USA | Pubblicazione Italia |
| -------------- | ------- | ----------------- | -------------------- |
| Prima stagione | 10      | 2020              | 2020                 |